# Kostendeskundige
De kostendeskundige is eerder in een bouwproces betrokken dan een calculator. 
Een kostendeskundige kan aan de hand van een schets al een bouwsom van een gebouw bepalen. De bouwsom is dan bedoeld voor het vaststellen van een budget voor dat gebouw. De prijzen die een kostendeskundige gebruikt, hoeven daarom niet altijd marktconform te zijn. Het kan namelijk gebeuren dat nu het budget bepaald wordt en over 3 jaar gebouwd gaat worden. Het budget moet dan over 3 jaar nog wel sluitend zijn.